# Białoruskie legendy ludowe (seria monet)
 Białoruskie legendy ludowe (biał. Беларускія народныя легенды, Biełaruskija narodnyja lehiendy) – seria monet kolekcjonerskich emitowanych przez Narodowy Bank Republiki Białorusi w latach 2007–2017.
Seria  upamiętnia obecne w kulturze ludowej Białorusinów legendy etiologiczne wyjaśniające pochodzenie gatunków zwierząt. Obejmuje ona siedem numizmatów poświęconych legendom o bocianie (2007), kukułce (2008), skowronku (2009), żółwiu (2010), niedźwiedziu (2012), gilu (2014) i pszczole (2017). Opracowana została przez bank centralny we współpracy z Białoruskim Państwowym Uniwersytetem Kultury i Sztuki. Autorką wzoru była była Aksana Nawasioława.

## Nakład
Monety bito je w dwóch wariantach o wspólnym wzorze, które różniły się jednak nominałem oraz parametrami fizycznymi (rozmiarem, masą, stopem). Większe monety o nominale 20 rubli bito w srebrze próby 925. Ich nakład w przypadku trzech pierwszych monet wynosił 5000 sztuk, jednak z czasem zmniejszono go do 3000, 2000, a ostatnia w serii Legenda o pszczole została wyemitowana jedynie w nakładzie 1100 sztuk. Mniejsze monety z miedzioniklu bito początkowo w nakładzie odpowiadającym monetom srebrnym (5000–2000), natomiast Legenda o gilu (3000) i Legenda o pszczole (2000) zostały wyprodukowane w nakładzie nieznacznie wyższym. Łącznie wyemitowano 23 100 sztuk monet srebrnych i 25 000 sztuk monet miedzioniklowych.
Pierwszych sześć monet bito w Mennicy Litewskiej w Wilnie, ostatnią, siódmą wybito w Ust-Kamienogorsku w Mennicy Kazachstańskiej.

## Wzór
Wzór monet tej serii został zaprojektowany w spójny sposób. W ich projekcie wykorzystano najbardziej charakterystyczne elementy kultury materialnej Białorusi – motywy tkackie i haft. Na monetach umieszczono przeplatające się elementy naturalne i magiczne.
Na awersie wszystkich z nich w centralnej części znajduje się stylizowany kołowrót – symbol wiecznego ruchu oraz ludowej kultury. Kształt kołowrotu przechodzi następnie w fakturę słojów drewna wzbogaconych o motywy nawiązujące do konkretnej legendy upamiętnianej daną monetą (ornamenty ludowe, gałązki drzew, płatki śniegu, plastry miodu itp.). Całość otacza pięć sylwetek zwierzęcia będącego bohaterem legendy. Dopełnieniem wzoru jest inskrypcja (legenda).
W górnej części monety znajduje się oznaczenie emitenta: zapisana wewnętrznie nazwa w języku białoruskim „РЭСПУБЛІКА БЕЛАРУСЬ” (Respublika Biełaruś – Republika Białorusi), gdzie dwa człony rozdzielone są ułożonym centralnie godłem państwowym. W dolnej części zewnętrznie zapisano nominał, odpowiednio „20 РУБЛЁЎ” (20 rublou – 20 rubli) lub „1 РУБЕЛЬ” (1 rubiel – 1 rubel). Mniejszymi znakami bliżej lewej strony zapisano rok bicia, a po stronie prawej, w przypadku monety srebrnej (20-rublowej), także określenie stopu „Ag925”. Na awersie wszystkie elementy ozdobne wykonane są wklęsłym stemplem lustrzanym na matowej powierzchni monety.
Rewers każdej z monet składa się z dużego stylizowanego wizerunku zwierzęcia wpisanego w ekscentryczny okrąg. Pozostawiony w ten sposób wolny fragment monety o kształcie wąskiego półksiężyca zawiera nazwę monety w języku białoruskim w formie „ЛЕГЕНДА ПРА […]” (Lehienda pra […] – Legenda o […]), gdzie na końcu podana jest nazwa zwierzęcia będącego bohaterem uwiecznionej opowieści. Są to (kolejno, według daty emisji): bocian, kukułka, skowronek, żółw, niedźwiedź, gil i pszczoła. W większości przypadków nazwa ta zapisana jest zewnętrznie, jednak w przypadku Legendy o kukułce oraz  Legendy o żółwiu (gdy napis wypada w górnej części monety) inskrypcja zapisana jest wewnętrznie. Wizerunek zwierzęcia przedstawiony jest dwuwymiarowo, niemalże schematycznie. Jednocześnie wypełniony jest ażurowymi elementami dekoracyjnymi. Matowe wypukłe zdobienia wyraźnie kontrastują z lustrzanym tłem krążka monety.

### Legenda o bocianie
Bocian przedstawiony jest jako ptak ze wzniesionymi skrzydłami stykającymi się w górze. Jego wizerunek uzupełniają występujące w legendzie wąż (tu zwinięty na podobieństwo księżyca) oraz żaba (jako konstelacja). Są to nawiązania do legendy, w której człowiek na polecenie Boga miał wrzucić do wody wór z gadami, ale z ciekawości rozwiązał go, chcąc sprawdzić jego zawartość. Znajdujące się w nim zwierzęta uciekły i rozprzestrzeniły się na ziemi. W konsekwencji człowiek został zamieniony w bociana, który chodzi po świecie i zjada wypuszczone z worka zwierzęta. Przemiana jest uwidoczniona poprzez przedstawienie na monecie bociana z ludzkimi oczami.

### Legenda i kukułce
Podania o kukułce w kulturze Białorusi utożsamiały tego ptaka z postaciami kobiecymi, szczególnie zaś z uczuciami żalu. Opowieść uwieczniona na monecie opowiada o urażonej matce, której dzieci nie pomogły w chorobie. Następnie przemieniła się ona w ptaka i odleciała w dal, opuszczając dom i dzieci. Na monecie kukułce ze skrzydłami przypominającymi długie szaty, ludzkimi oczami i piersiami towarzyszą postacie dzieci oraz ptasie jaja.

### Legenda o skowronku
Moneta Legenda o skowronku oprócz ptaka, którego upierzenie ma przypominać skiby ziemi na roli, zawiera wizerunek siewcy. Nawiązywać ma to do legendy, która wiąże wznoszące się wysoko w niebo ptaki z biblijnym Adamem. Pogrążony w smutku po opuszczeniu raju na polecenie Boga wyrzucił w górę grudę ziemi. Ta zamieniła się w skowronka, który swoim śpiewem pocieszył go i pomógł mu pogodzić się z losem. Pokłosiem tej legendy ma być zwyczaj praktykowany w okolicy Witebska w Dzień Czterdziestu Męczenników, w ramach którego podrzuca się ptaki z pieczonego ciasta.

### Legenda o żółwiu
Białoruskie podania na temat pochodzenia żółwia mają wiele wersji, których elementem wspólnym jest to, że Bóg przykrył czaszką inne, nieprzyjazne albo niebezpieczne dla ludzi stworzenie (skrzydlatego węża, żmiję, unikającą chrztu kobietę, kobietę plotkującą). Na monecie na tle żółwia zamieszczono też inne elementy wywodzące się z legendy, w tym postać kobiecą oraz symbolicznie zaznaczone pola i domy.

### Legenda o niedźwiedziu
Moneta nawiązuje do legendy, w myśl której niedźwiedź jest człowiekiem ukaranym za złe uczynki. Jezus, który zstąpił na ziemię pod postacią starca, przemienił go w zwierzę, gdy ten wyskoczył spod mostu w wywróconym na drugą stronę kożuchu, próbując nastraszyć przechodzącego wędrowca. Przedstawiony na monecie niedźwiedź ma ludzkie oczy, stopy, łapy z palcami. Także futro zwierzęcia zawiera elementy wskazujące na dawny strój ludzki. Moneta zawiera też symboliczne wyobrażenie układu planetarnego oraz postać męską z rozłożonymi rękoma.

### Legenda o gilu
Ludowa legenda głosi, że gdy inne ptaki nie podołały zadaniu, na polecenie Boga gil udał się do nieba, by sprowadzić na ziemię ogień. Ostatecznie udało mu się tego dokonać, ale niesiony w dziobie ogień zabarwił jego pióra na brzuchu na czerwony kolor. Na monecie gil otoczony jest jagodami jarzębiny, a jego na wzór jego upierzenia składają się płatki śniegu i iglaste gałązki symbolizujące to, że na Białoruś gil przylatuje zimą.

### Legenda o pszczole
Legenda wskazuje, że pszczoły powstały jako łzy dziewczyny siedzącej na skale pośrodku morza. Jednocześnie ze łzy Jezusa powstać miała królowa pszczół. Na monecie pszczoła przedstawiona jest wraz z mniejszą figurą pszczelarza i dwóch uli. Deseń na grzbiecie zwierzęcia przypomina kwiat słonecznika. Wokół widoczne są też krople nawiązujące do łez dziewczyny.

## Opis i parametry fizyczne
| wizerunek | wizerunek     | nazwa oryginalna                                | znaczenie polskie      | nominał  | stop         | masa [g] | średnica [mm] | nakład | data emisji          | przypisy     |
| awers     | rewers        | nazwa oryginalna                                | znaczenie polskie      | nominał  | stop         | masa [g] | średnica [mm] | nakład | data emisji          | przypisy     |
| --------- | ------------- | ----------------------------------------------- | ---------------------- | -------- | ------------ | -------- | ------------- | ------ | -------------------- | ------------ |
|           |               | Легенда пра бусла Lehienda pra busła            | Legenda o bocianie     | 20 rubli | srebro (925) | 33,62    | 38,61         | 5000   | 27 marca 2007        | [ 1 ] [ 24 ] |
| 1 rubel   | miedzionikiel | Легенда пра бусла Lehienda pra busła            | Legenda o bocianie     | 15,5     | 33           | 5000     |               |        | 27 marca 2007        | [ 1 ] [ 24 ] |
|           |               | Легенда пра зязюлю Lehienda pra ziaziulu        | Legenda o kukułce      | 20 rubli | srebro (925) | 33,62    | 38,61         | 5000   | 27 marca 2008        | [ 2 ] [ 25 ] |
| 1 rubel   | miedzionikiel | Легенда пра зязюлю Lehienda pra ziaziulu        | Legenda o kukułce      | 15,5     | 33           | 5000     |               |        | 27 marca 2008        | [ 2 ] [ 25 ] |
|           |               | Легенда пра жаваранка Lehienda pra żawaranka    | Legenda o skowronku    | 20 rubli | srebro (925) | 33,62    | 38,61         | 5000   | 23 grudnia 2009      | [ 3 ] [ 26 ] |
| 1 rubel   | miedzionikiel | Легенда пра жаваранка Lehienda pra żawaranka    | Legenda o skowronku    | 15,5     | 33           | 5000     |               |        | 23 grudnia 2009      | [ 3 ] [ 26 ] |
|           |               | Легенда пра чарапаху Lehienda pra czarapachu    | Legenda o żółwiu       | 20 rubli | srebro (925) | 33,62    | 38,61         | 3000   | 22 października 2010 | [ 4 ] [ 27 ] |
| 1 rubel   | miedzionikiel | Легенда пра чарапаху Lehienda pra czarapachu    | Legenda o żółwiu       | 15,5     | 33           | 3000     |               |        | 22 października 2010 | [ 4 ] [ 27 ] |
|           |               | Легенда пра мядзведзя Lehienda pra miadzwiedzia | Legenda o niedźwiedziu | 20 rubli | srebro (925) | 33,62    | 38,61         | 2000   | 27 grudnia 2012      | [ 5 ] [ 13 ] |
| 1 rubel   | miedzionikiel | Легенда пра мядзведзя Lehienda pra miadzwiedzia | Legenda o niedźwiedziu | 15,5     | 33           | 2000     |               |        | 27 grudnia 2012      | [ 5 ] [ 13 ] |
|           |               | Легенда пра гіля Lehienda pra hila              | Legenda o gilu         | 20 rubli | srebro (925) | 33,62    | 38,61         | 2000   | 20 listopada 2014    | [ 6 ] [ 28 ] |
| 1 rubel   | miedzionikiel | Легенда пра гіля Lehienda pra hila              | Legenda o gilu         | 15,5     | 33           | 3000     |               |        | 20 listopada 2014    | [ 6 ] [ 28 ] |
|           |               | Легенда пра пчалу Lehienda pra pczału           | Legenda o pszczole     | 20 rubli | srebro (925) | 33,62    | 38,61         | 1100   | 28 grudnia 2017      | [ 7 ]        |
| 1 rubel   | miedzionikiel | Легенда пра пчалу Lehienda pra pczału           | Legenda o pszczole     | 15,5     | 33           | 2000     |               |        | 28 grudnia 2017      | [ 7 ]        |

## Nagrody
- Legenda o bocianie – 1. miejsce w kategorii Srebrna Moneta Roku 2008 w konkursie Monietnoje sozwiezdije (Монетное созвездие) organizowanym przez specjalistyczne wydawnictwo Water Mark z Petersburga,
- Legenda o kukułce – 2. miejsce w kategorii Moneta Roku 2009 w konkursie Monietnoje sozwiezdije[9]